# 黄钟骏 (1931年)
黄钟骏（1931年—），男，江苏吴江人，中国美术编辑，中国美术家协会会员，中国书法家协会会员，曾任人民画报社总编室主任。